# Piadyki (przystanek kolejowy)
Piadyki (ukr. П'ядики, ros. Пядики) – przystanek kolejowy w miejscowości Piadyki, w rejonie kołomyjskim, w obwodzie iwanofrankiwskim, na Ukrainie. Położony jest na linii Lwów – Czerniowce.